# Penlop
Penlop (Dzongkha: དཔོན་སློབ་; Wylie: dpon-slob; auch: Ponlop, Pönlop) ist in Bhutan die Bezeichnung für die traditionellen Oberbeamten der Dzongkhag, ungefähr vergleichbar einem Gouverneur. Die Penlops hatten früher die Macht in bestimmten Distrikten des Landes, aber heutzutage ist ihre Aufgabe nur noch administrativ. Sie sind heute vollständig dem Königshaus Wangchuck (དབང་ཕྱུག་རྒྱལ་བརྒྱུད་, Dbang-phyug Rgyal-brgyud) unterstellt.
Traditionell bestand Bhutan aus neun Provinzen: Trongsa, Paro, Punakha, Wangdue Phodrang, Daga (also Taka, Tarka, or Taga), Bumthang, Thimphu, Kurtoed (Kurtoi, Kuru-tod) und Kurmaed (Kurme, Kuru-mad). Die Provinzen Kurtoed und Kurmaed wurden in einer lokalen Verwaltung zusammengeführt, damit war die traditionelle Anzahl acht Gouverneure. Während einige der Gouverneure den Titel Dzongpen (Dzongkha: རྗོང་དཔོན་; Wylie: rjong-dpon; Jongpen, Dzongpön) führten, wurden auch weitere historische Titel zusätzlich verliehen, wie beispielsweise „Gouverneur von Haa“.
Unter dem Doppelten System der Regierung (Cho-sid-nyi - ཆོས་སྲིད་གཉིས་; chos-srid-gnyis, Chhos-srid-gnyis, Chhoe-sid-nyi, Chos-sid-nyi) waren Penlops und Dzongpens theoretisch eigene Herren in ihren Gebieten, jedoch Diener des Druk Desi. In der Praxis standen sie unter minimaler zentraler Kontrolle der Regierung. Der Penlop von Trongsa und der Penlop von Paro dominierten die anderen örtlichen Gouverneure. Während alle Gouverneursposten offiziell vom Shabdrung Ngawang Namgyal und später vom Druk Desi ernannt wurden, waren manche Posten, wie der des Penlop von Trongsa de facto erblich, und wurden innerhalb bestimmter Familien besetzt. Penlops und Dzongpens hatten daneben oft weitere Regierungsämter, wie die des Druk Desi, Je Khenpo, Gouverneur anderer Provinzen, oder erneute Ernennungen im selben Amt.
Der Heir apparent und der Druk Gyalpo (König von Bhutan) führen noch immer den Titel „Penlop von Trongsa“, da dies die ursprüngliche Amtsbezeichnung des Haus Wangchuck vor der Königswürde war.

## Geschichte
Bhutan war früher ein theokratischer Staat mit dem „dualen System der Regierung“ (Cho-sid-nyi). Nachdem jedoch die Zentralregierung immer mehr an Einfluss verloren hatte, wurde das Amt des Shabdrung nach dem Tod von Shabdrung Ngawang Namgyal 1651 praktisch bedeutungslos. Offiziell regierte der Shabdrung über den weltlichen Druk Desi und den geistlichen Je Khenpo. Zwei nachfolgende Shabdrungs, der Sohn (1651) und der Stiefbruder (1680) von Ngawang Namgyal – wurden im Endeffekt vom Druk Desi und Je Khenpo kontrolliert, bis die Macht noch weiter zersplittert wurde durch die Einsetzung zahlreicher Reinkarnationen des Shabdrung, welche nach Sprache, Geist und Körper unterschieden wurden. Zunehmend säkulare regionale Herren (Penlops und Dzongpens) kämpften vor diesem Hintergrund um die Macht und es kam zusätzlich zu Invasionen aus Tibet und dem Mongolenreich. Die Penlops von Trongsa und Paro und die Dzongpens von Punakha, Thimphu und Wangdue Phodrang waren besonders aktiv im Wettbewerb um regionale Dominanz.
In dieser politischen Lage schaffte das Haus Wangchuck den Aufstieg in der Region Bumthang in Zentral-Bhutan. Die Familie gehört zum Nyö Clan und stammt vom Pema Lingpa, einem bhutanesischen Nyingmapa-Heiligen. Der Nyö Clan entstand als lokale Aristokratie und verdrängte mehrere ältere aristokratische Familien tibetischer Herkunft, die sich während der Invasionen in Bhutan auf die Seite Tibets gestellt hatten. Dadurch übernahm der Clan die erbliche Position des Penlop von Trongsa sowie bedeutende Positionen in der nationalen und lokalen Regierung.

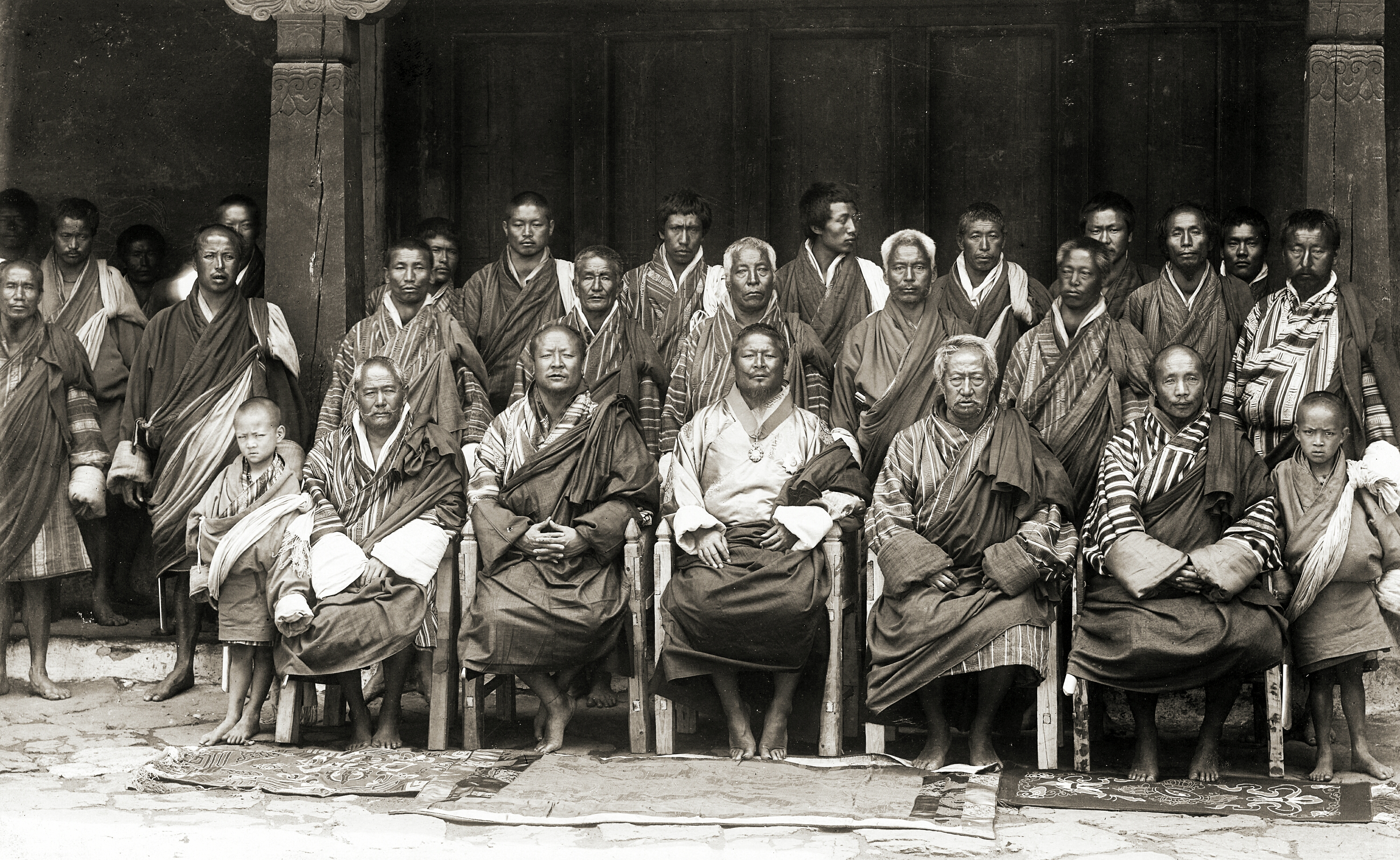
Ugyen Wangchuck im Kreis seiner Ratgeber in Punakha, Bhutan, 1905. Vordere Reihe: Der Sohn von Thimphu Jongpen, Punakha Jongpen, Thimphu Jongpen, Trongsa Penlop, Zung Donyer [dronyer], Deb Zimpon und der ältere Sohn von Thimphu Jongpen.

Die Penlops von Trongsa kontrollierten das zentrale und östliche Bhutan; der rivalisierende Penlop von Paro kontrollierte das westliche Bhutan und die Dzongpen kontrollierten die Gebiete im Umkreis ihrer jeweiligen Dzongs. Die Dzongpen im Osten standen generell unter der Kontrolle des Penlop von Trongsa, der ab 1853 offiziell berechtigt war sie zu ernennen. Der Penlop von Paro, war im Unterschied zu Trongsa, ein Amt, welches vom Druk Desi ernannt wurde. Weil die westlichen Regionen, die vom Penlop von Paro kontrolliert wurden, über zahlreiche lukrative Handelsrouten verfügten, wurde dieses Gebiet hart umkämpft.
Obwohl Bhutan im Verlauf des 19. Jahrhunderts insgesamt gute Beziehungen sowohl zu Tibet als auch zu Britisch-Indien pflegte, führte die Ausweitung britischer Macht an den Grenzen Bhutans, sowie tibetische Überfälle im britischen Sikkim zu politisch entgegengesetzten pro-tibetischen sowie pro-britischen Strömungen. Diese Periode intensiver Rivalitäten zwischen und innerhalb von West- und Zentral-Bhutan in Verbindung mit den externen Kräften aus Tibet und dem British Empire, schuf die Voraussetzungen für den Aufstieg des Penlop von Trongsa.
Nach dem Duar-Krieg mit dem Empire (1864–1865), sowie substantiellen Gebietsverlusten (Cooch Behar 1835; Assam Duars 1841) verlagerten sich die Konflikte nach innen. 1870, inmitten von andauernden Bürgerkriegen, stieg Penlop Jigme Namgyal von Trongsa auf zum Amt des Druk Desi. 1879 ernannte er seinen 17-jährigen Sohn Ugyen Wangchuck zum Penlop von Paro. Jigme Namgyal regierte bis zu seinem Tod 1881, nur unterbrochen von Perioden der Zurückgezogenheit, während denen er jedoch effektiv die Kontrolle über das Land behielt.
Der pro-britisch ausgerichtete Penlop Ugyen Wangchuck konnte sich nach einer Reihe von Bürgerkriegen und Rebellionen zwischen 1882 und 1885 letztlich gegen den pro-tibetisch und anti-britisch ausgerichteten Penlop von Paro durchsetzen. Nach dem Tod seines Vaters 1881 trat Ugyen Wangchuck in eine Fehde um den Posten des Penlop von Trongsa. 1882, im Alter von 20 Jahren, marschierte er gegen Bumthang und Trongsa und eroberte den Posten des Penlop von Trongsa zusätzlich zum Titel des Penlop von Paro. 1885 griff Ugyen Wangchuck in einen Konflikt zwischen den Dzongpen von Punakha und Thimphu ein, setzte beide ab und eroberte Simtokha Dzong. Von da an war das Amt des Desi rein zeremoniell.
Trongsa Penlop Ugyen Wangchuck war fest an der Macht und wurde von Kazi Ugyen Dorji beraten. Er begleitete den Britischen Tibetfeldzug als unschätzbar wertvoller Vermittler und erhielt in diesem Zug seinen ersten britischen Ritterschlag. Eine weitere Ritterwürde erwarb Ugyen Wangchuck durch den Order of the Indian Empire (KCIE) 1904. Inzwischen war der jeweils letzte offiziell anerkannte Shabdrung und Druk Desi gestorben (1903 und 1904). In dem bereits funktionslos gewordenen dualen Regierungssystem entstand ein Machtvakuum. Die Zivilverwaltung hatte der Penlop Ugyen Wangchuck in seiner Hand und im November 1907 wurde er einstimmig zum erblichen Monarchen gewählt durch eine Versammlun führender Mitglieder des Klerus, Beamter und aristokratischer Familien. Seine Thronbesteigung beendete das traditionelle „dualen System der Regierung“ (Cho-sid-nyi) welches bis dahin 300 Jahre Bestand hatte. Es markierte auch das Ende der traditionellen Position der unabhängigen Penlop. Der Titel „Penlop von Trongsa“ oder „Penlop von Chötse“ (ein anderer Name für Trongsa) wird weiterhin von den Kronprinzen geführt.

## Penlop von Trongsa

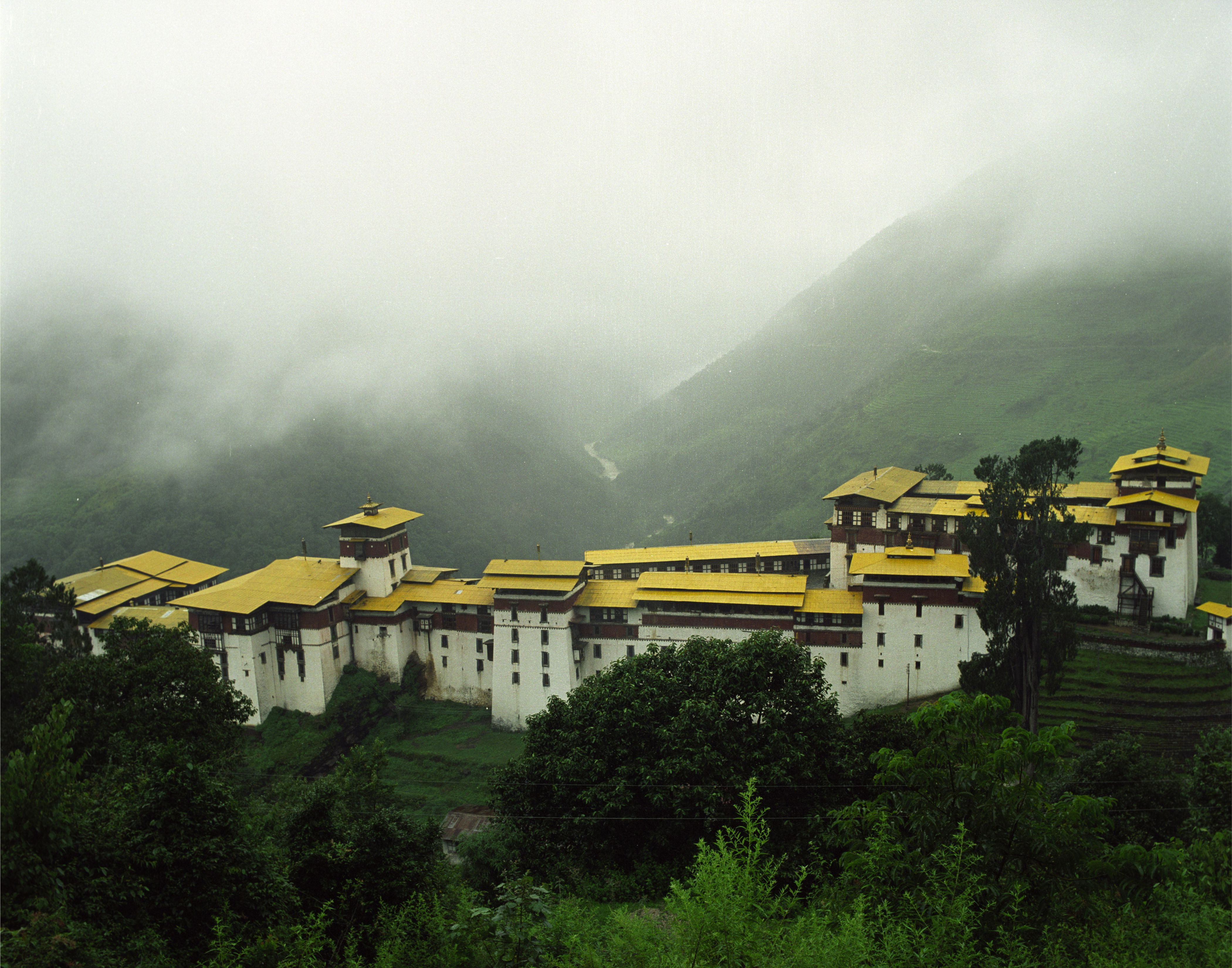
Trongsa Dzong, Sitz des Penlop von Trongsa.

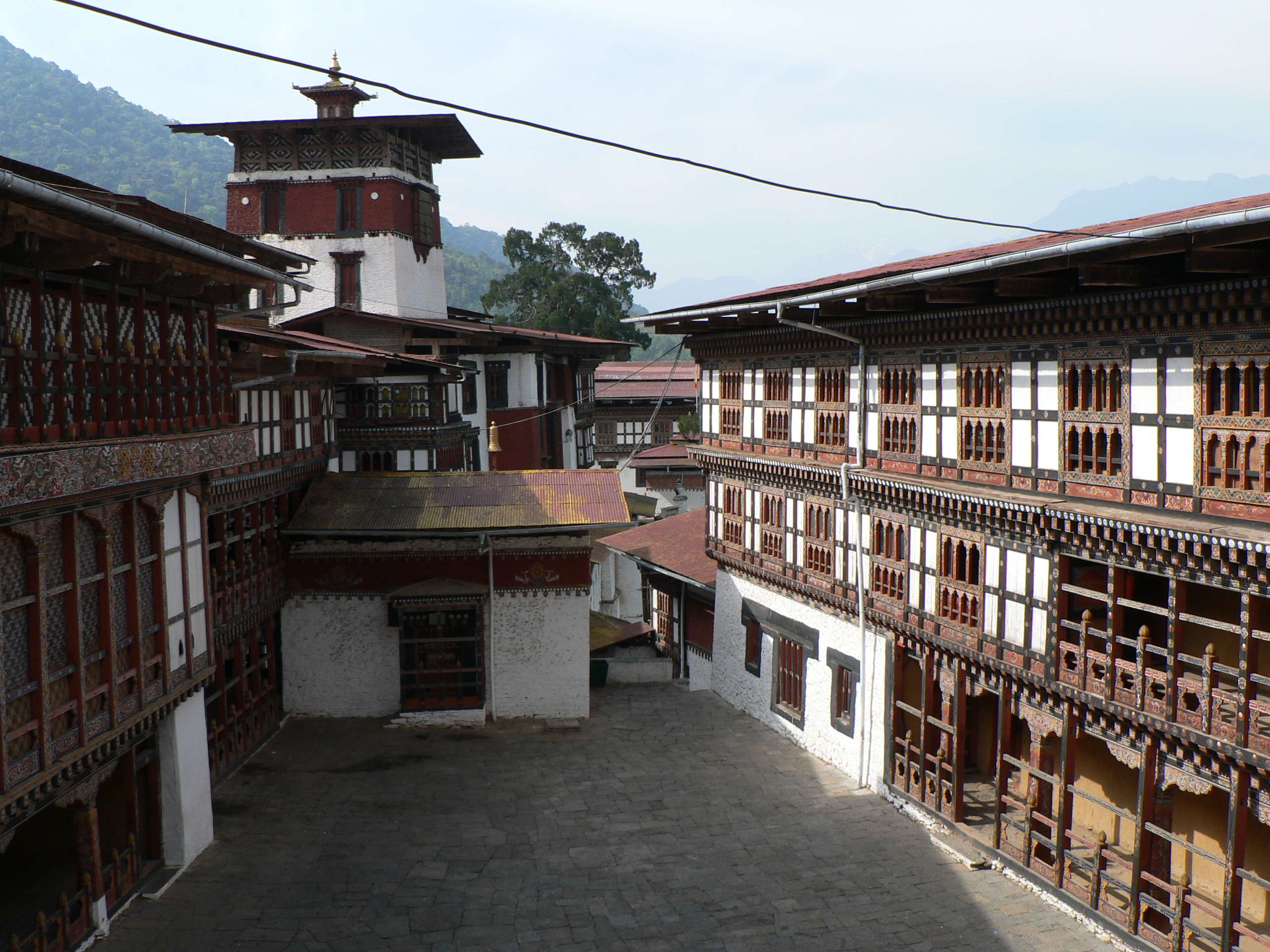
Trongsa Dzong, Innenansicht.

Der Penlop von Trongsa, auch „Tongsab“ (Dzongkha: ཀྲོང་སརབ་; Wylie: krong-sarb), hat seinen Sitz in Trongsa, dem heutigen Trongsa District in Zentral-Bhutan. Im 19. Jahrhundert entwickelte sich der Penlop von Trongsa zu einem der mächtigsten Beamten und verdrängte die meisten anderen Würdenträger außer dem Penlop von Paro. Mit der Thronbesteigung von Jigme Namgyel als Deb Nagpo, dem „Schwarzen Deb“ = Druk Desi, 1853 wurde das Amt erblich und wurde vom Haus Wangchuck aus dem Nyö-Clan gehalten. Viele Mitglieder der Familie besetzten andere Regierungsämter vor, gleichzeitig, oder nach der Ernennung zum Trongsa Penlop.
Trongsa Penlop
1. Tongsab Chogyal Minjur Tenpa, 1646–??
2. Tongsab Sherub Lhendup (Namlungpa), (bl. 1667)
3. Tongsab Zhidhar (Druk Dhendup), (bl. 1715)
4. Tongsab Dorji Namgyel (Druk Phuntsho)[15]
5. Tongsab Sonam Drugyel (Pekar)[16], (bl. 1770)
6. Tongsab Jangchhub Gyeltshen
7. Tongsab Konchhog Tenzin
8. Tongsab Ugyen Phuntsho
9. Tongsab Tshoki Dorji ?–1853
10. Tongsab Samdrup Jigme Namgyel[17], 1853–1870
11. Tongsab Dungkar Gyeltshen[18]
12. Tongsab Gongsar Ugyen Wangchuck, 1882–1907
13. Tongsab Gyalsey Jigme Wangchuck, 1923–??
14. Tongsab Gyalsey Jigme Dorji Wangchuck, 1946–??
15. Tongsab Gyalsey Jigme Singye Wangchuck, 1972–??
16. Tongsab Gyalsey Jigme Khesar Namgyel Wangchuck, 2004–

## Penlop von Paro

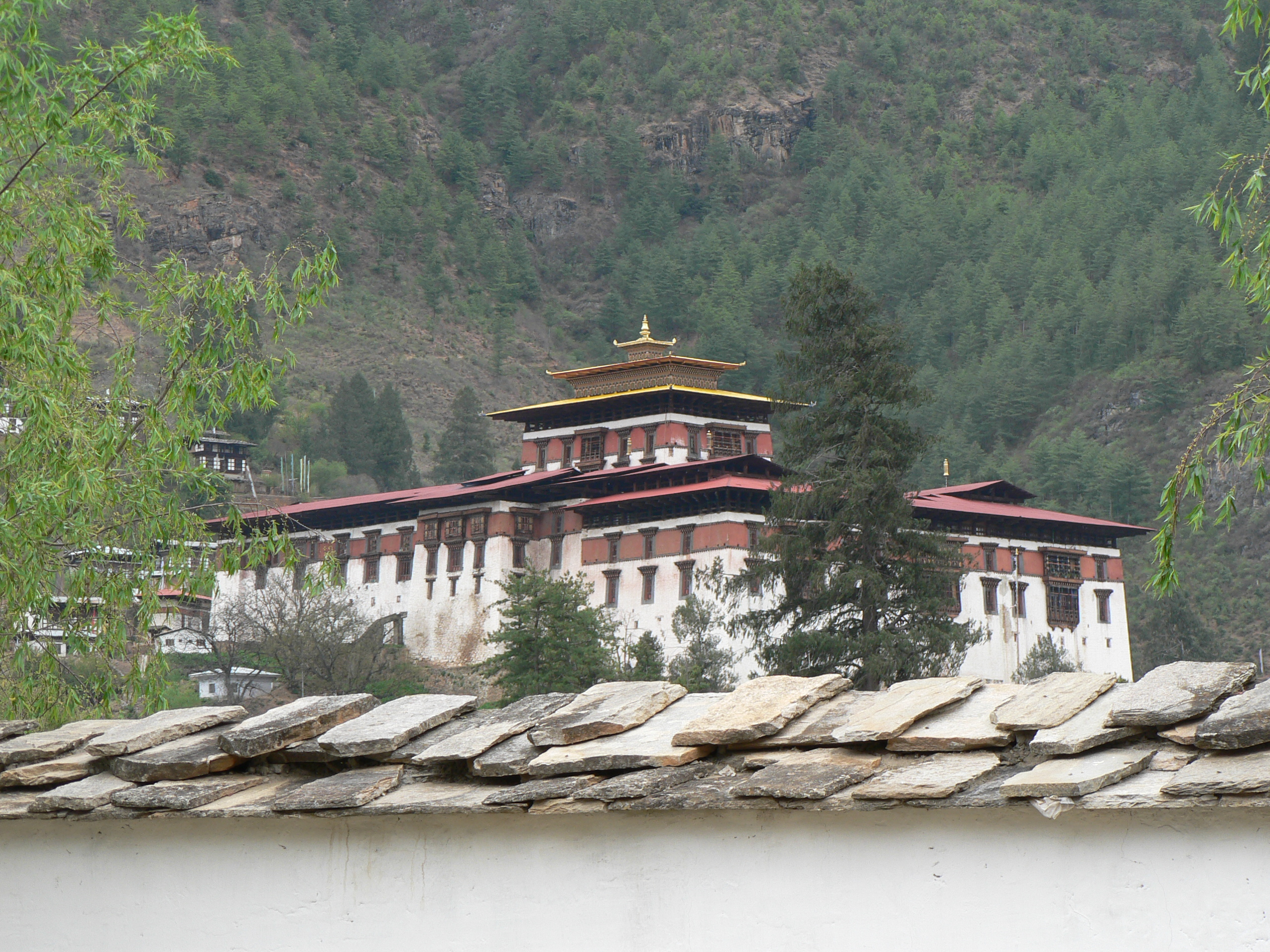
Rinpung Dzong (Paro Dzong).

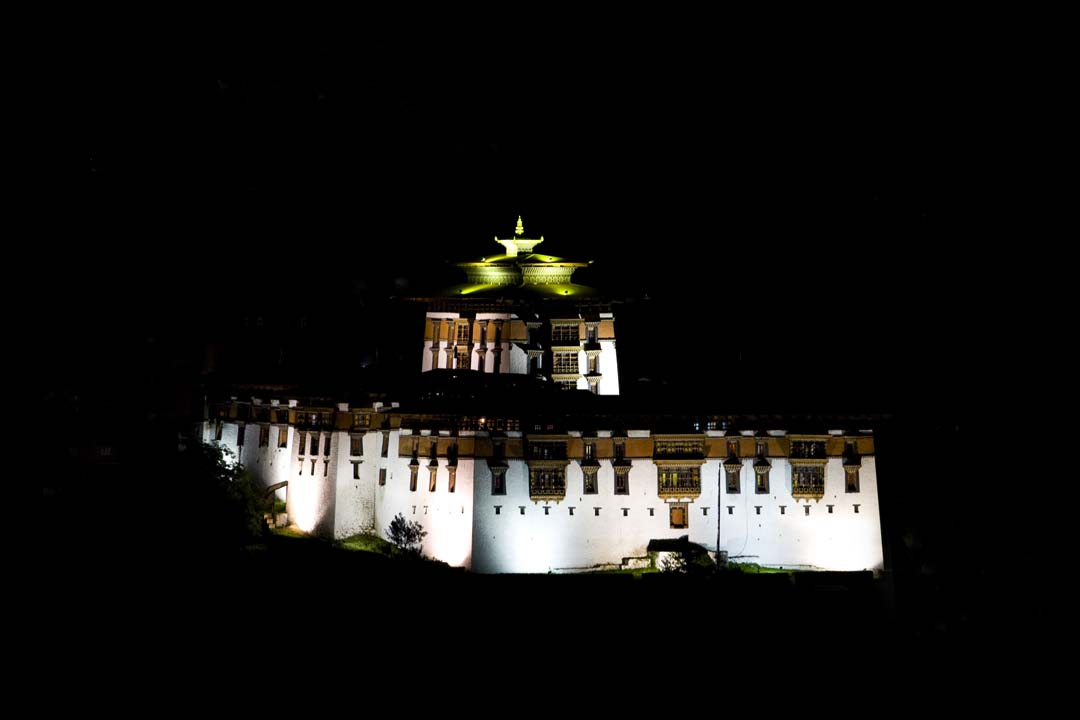
Paro Dzong bei Nacht.

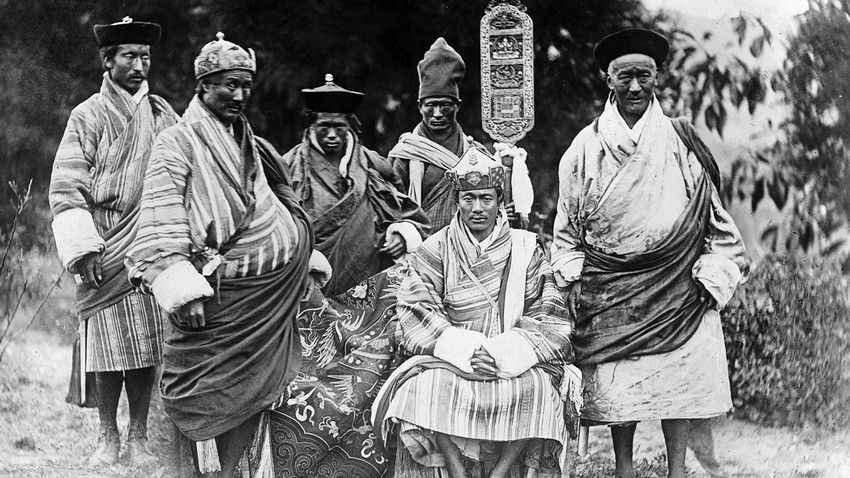
Der 23. Penlop von Paro, Dawa Peljor (sitzend).

Die Penlop von Paro wurden auch als „Parob“ bezeichnet (Dzongkha: སྤ་རོབ་; Wylie: spa-rob). Als das Amt seine Blüte erlebte, entwickelte sich auch zugleich die Konkurrenz mit dem pro-britischen Penlop von Trongsa. Letztlich endete die Unabhängigkeit des Penlop von Paro durch die Vereinigung mit dem Haus Wangchuck.
Paro Penlops
1. Parob Tenzin Drukda
2. Parob Ngawang Chhoda
3. Parob Ngawang Peljor
4. Parob Druk Dondub
5. Parob Samten Pekar
6. Parob Ngawang Gyeltshen
7. Parob Phuntsho
8. Parob Pema Wangda
9. Parob Tenzin Lhundub
10. Parob Sherub Wangchuck
11. Parob Tharpa
12. Parob Dalub Rinchhen
13. Parob Tyochung
14. Parob Ling Phuntsho
15. Parob Tagzi Dolma
16. Parob Tshulthrim Namgyel
(„Penlop Agay Haap“)[20]
17. Parob Yonten Rinchhen
18. Parob Nyima Dorji
19. Parob Thinley Zangpo
20. Parob Tshewang Norbu
21. Parob Gongsar Ugyen Wangchuck[21]
22. Parob Thinley Tobgay
23. Parob Dawa Peljor[22] 123, 132[23]
24. Parob Tshering Peljor[24]
25. Parob Gyalsey Jigme Dorji Wangchuck[25]
26. Parob Gyalsey Namgyel Wangchuck[26]

## Penlop von Daga
Der Penlop von Daga, auch: „Dagab“ (Dzongkha: དར་དཀརབ་; Wylie: dar-dkarb), hatte seinen Sitz in Daga, einer Stadt im heutigen Dagana District.
Daga Penlops
1. Dagab Tenpa Thinley
2. Dagab Tshulthrim Jungney
3. Dagab Rigzin Lhundub
4. Dagab Rabten
5. Dagab Tenzin Wangpo
6. Dagab Tshering Dondub
7. Dagab Dorji Norbu
8. Dagab Tashi Gangpa
9. Dagab Tshewang Phuntsho
10. Dagab Samten Dorji
11. Dagab Jamo Serpo
12. Dagab Doyon Chelwa
13. Dagab Sithub
14. Dagab Tshewang Dorji